# Paradoja de Olbers

La paradoja de Olbers en acción. A medida que se consideran las estrellas situadas en capas y capas más lejanas a la Tierra, el cielo debería verse más y más luminoso.

La paradoja de Olbers o problema de Olbers, formulada por el astrónomo alemán Heinrich Wilhelm Olbers en 1823, y anteriormente mencionada por Johannes Kepler en 1610 y por Chéseaux en el siglo XVIII, es la afirmación paradójica de que en un universo estático e infinito el cielo nocturno debería ser totalmente brillante sin regiones oscuras o desprovistas de luz.

## Exposición del problema

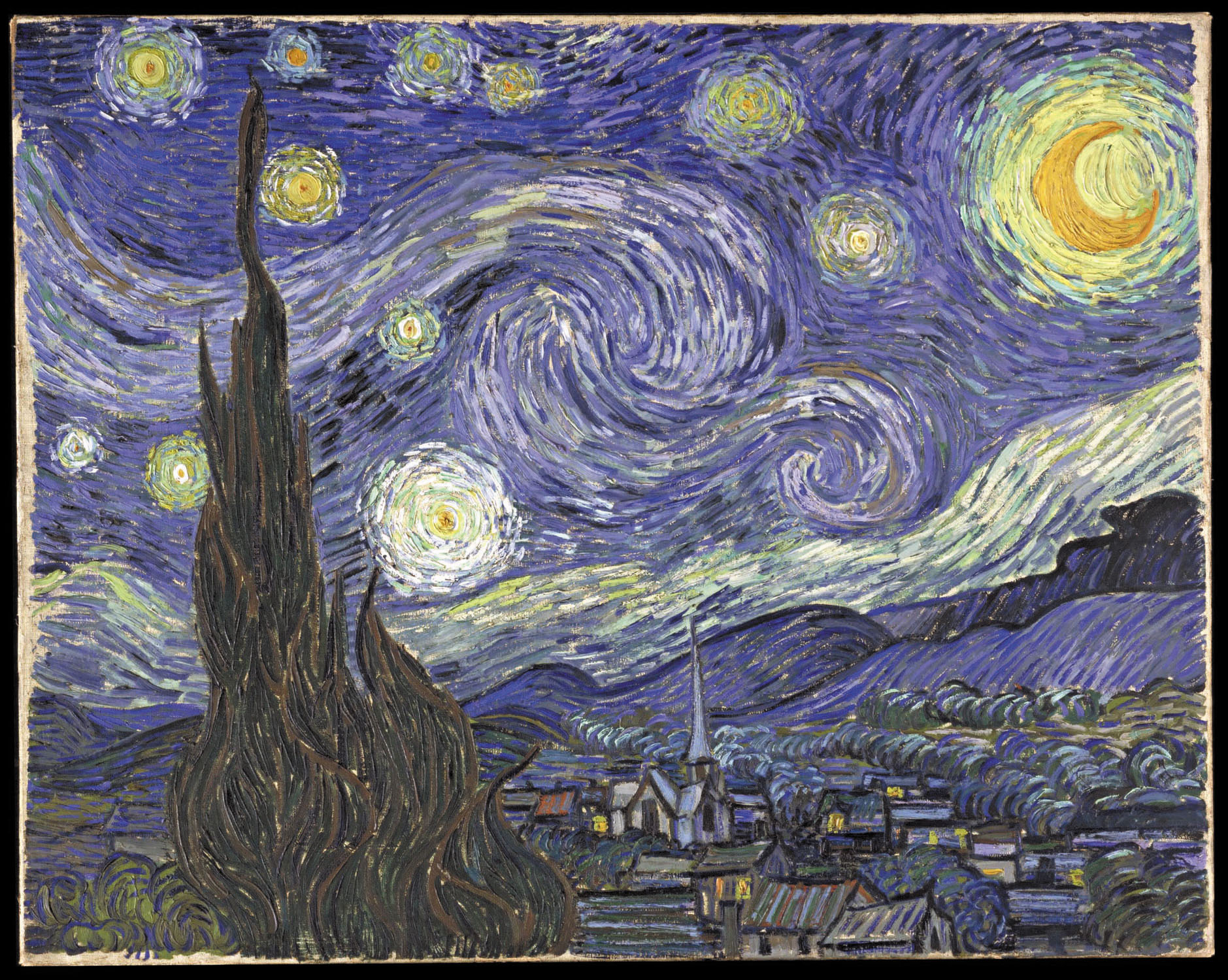
«Noche estrellada», de Vincent van Gogh

Ilustración del decaimiento de la luminosidad de una estrella. Las líneas representan el flujo que emana de una fuente puntual. La densidad de líneas de flujo disminuye a medida que aumenta la distancia. Sin embargo, el número de fuentes puntuales o estrellas sobre una esfera debería aumentar en la misma proporción, según Olbers.

Si el universo se supone infinito, sin un principio y conteniendo un número infinito de estrellas luminosas uniformemente distribuidas, entonces el número de estrellas a una distancia R debería ser proporcional a la superficie de una esfera de ese radio, es decir, N ~ 4πR2. Como la intensidad de la luz sigue una ley de la inversa del cuadrado, entonces la luminosidad aportada por sucesivas capas de estrellas debería ser independiente del radio R de la capa, ya que el área aparente de una estrella disminuye con el cuadrado de la distancia y el número de estrellas esperado aumenta con el cuadrado de la distancia. Así, cada punto en el cielo debería ser tan brillante como la superficie de una estrella. En otras palabras, cada línea visual partiendo de la tierra debería acabar en la superficie de una estrella. Como el cielo contiene regiones negras sin brillo, se sigue que alguna de las hipótesis es incorrecta (ya que el argumento general de Olbers se considera correcto). Olbers se sorprendió al descubrir que su cálculo implicaba que la temperatura en nuestro planeta debería ser de 5537,78 grados Celsius; debería recibirse luz equivalente a 50 000 veces la del Sol en el cenit, todo estaría fundido como en un volcán.
Debe aclararse que, para que las estrellas parezcan "uniformemente distribuidas" en el espacio, deben estar también uniformemente distribuidas en el tiempo, porque cuanto más lejos se observa, más antiguo es lo que se observa. A una escala infinita, significa que el universo debe tener una edad infinita sin cambios radicales en la naturaleza de las estrellas durante ese tiempo.
Kepler vio esto como un argumento para un universo finito, o al menos para un número finito de estrellas, pero esto no es convincente por lo que se discute a continuación.

### Comentarios
Un modo de explicarlo es que el universo no sea transparente, y que la luz de estrellas distantes sea bloqueada por estrellas oscuras intermedias o absorbida por polvo o gas, de modo que solo la luz proveniente de una distancia finita pueda llegar al observador. A pesar de ello, esta explicación no resuelve la paradoja, ya que de acuerdo con la primera ley de la termodinámica, la energía debe conservarse, de manera que la materia intermedia se calentaría y liberaría la energía (posiblemente en otra longitud de onda). Esto daría como resultado, otra vez, la recepción uniforme de radiación desde todas las direcciones, lo que no se observa.
Otra explicación ofrecida señala el hecho de que cada estrella contiene una cantidad finita de materia, por lo que solo brilla por un periodo finito de tiempo, después del cual termina su combustible. A pesar de ello, la paradoja se mantiene si uno supone que las estrellas se crean constantemente en un lugar aleatorio del universo, brillan por un periodo limitado de tiempo y desaparecen.

## Soluciones propuestas

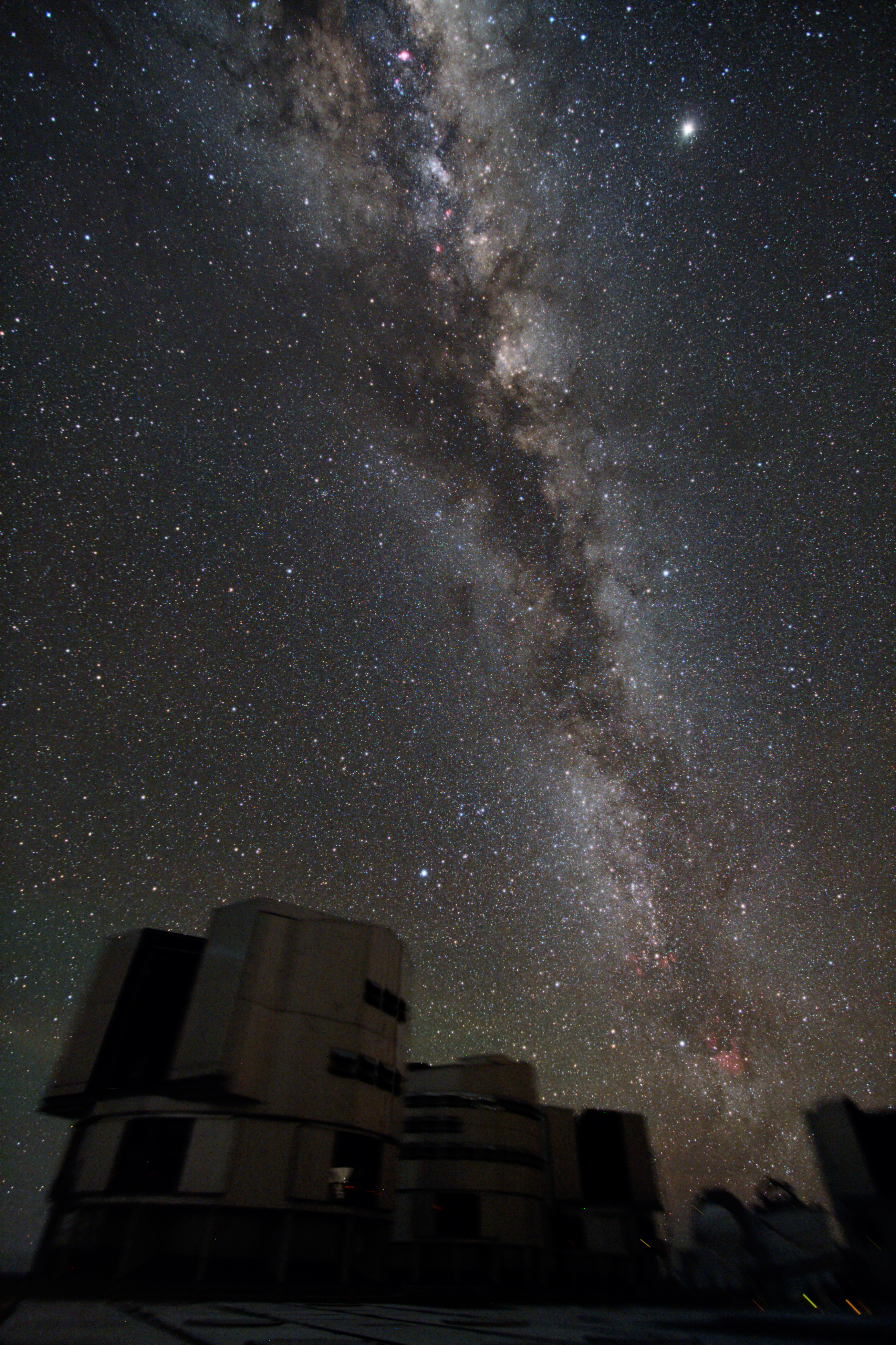
Retrato de grupo del VLT con la galaxia

Existen diversas maneras de resolver esta paradoja, es decir, existen varias explicaciones de cómo en un universo infinito, con una distribución isótropa y estadísticamente homogénea de estrellas, el cielo puede llegar a presentar regiones desprovistas de luz. Estas soluciones consisten en invalidar algunos de los supuestos como, por ejemplo, la distribución uniforme de estrellas, la infinitud o la eternidad del universo. Todas las soluciones al problema de Olbers sugieren que «El universo no es infinito, o no siempre ha sido igual, o no estaría ocupado de manera uniforme por las estrellas».

### Solución de los cuerpos opacos
Hay que contar la enorme cantidad de objetos que son opacos o que absorben en parte las radiaciones (como las nubes de gas) y que pueden estar situados en nuestra línea de visión hacia esas estrellas. Incluso si consideráramos que hay un número infinito de estrellas, también hay que considerar un número infinito de objetos opacos entre ellas. Sin embargo, si estos objetos opacos absorben energía, tendría que estar calentándose continuamente, y por lo que sabemos todas las formas de materias conocidas al calentarse empiezan a reemitir energía electromagnética, por lo que esta solución no resuelve realmente la paradoja.

### Solución relativista
Dentro de la teoría general de la relatividad existen dos hechos que resuelven la paradoja de Olbers:
- Si el universo lleva existiendo una cantidad finita de tiempo (como sugiere la teoría del Big Bang), entonces solo la luz de una cantidad finita de estrellas ha tenido tiempo de llegar a nosotros, por lo que la paradoja desaparece. Además como la luz tiene una velocidad finita y el universo unos 13 800 millones de años, solo vemos estrellas situadas a menos de 13 800 millones de años luz, lo cual constituye una región finita del universo.
- De modo alternativo, si el universo se está expandiendo, y las estrellas más distantes se alejan de nosotros (lo que también aparece en la teoría del Big Bang), entonces su luz sufre un corrimiento al rojo. Este corrimiento al rojo disminuye la intensidad de la luz, de nuevo resolviendo la paradoja,[1] ya que dicho corrimiento implica, según la fórmula de Planck, una reducción de la energía con la que viaja la luz y por tanto una atenuación de la intensidad por debajo de la esperada según la ley de la inversa del cuadrado en un universo estático. Esta reducción de la contribución de las galaxias distantes explicaría la oscuridad del cielo.

Cualquiera de los dos efectos por sí solo funcionaría,[cita requerida] pero, de acuerdo con la teoría del Big Bang, ambos están sucediendo al mismo tiempo, aunque el tiempo finito tiene un efecto más importante en la resolución de la paradoja. Algunos ven la existencia de esta paradoja como prueba de la teoría del Big Bang.

### Solución basada en la dinámica estelar
Incluso sin la teoría del Big Bang puede establecerse que la edad del universo es finita a través de una evaluación matemática de la cantidad de hidrógeno existente. Si se supone que la cantidad de masa en las estrellas, dividida por la cantidad total de masa en el universo es distinto de cero, tras un cierto período alguna estrella habrá convertido demasiado hidrógeno en helio (o un elemento más pesado) para continuar su fusión nuclear. De ahí se sigue que la cantidad de hidrógeno transformada en helio por unidad de tiempo en una estrella cualquiera, dividida por la masa de la estrella, es distinto de cero.
Si esto se combina con la afirmación anterior, puede concluirse que la cantidad de hidrógeno convertido en helio por todas las estrellas dividida por la masa del universo es distinto de cero. No se conoce ningún proceso que pueda convertir elementos más pesados en hidrógeno en la cantidad suficiente, y si existiese, seguramente violaría la segunda ley de la termodinámica. Por ello, el tiempo necesario para que las estrellas conviertan todo el hidrógeno del universo en helio es finito, y no revertirá a su estado inicial. Después, solo estrellas capaces de consumir elementos más pesados seguirán existiendo (y se consumirán cuando alcancen el hierro, algo conocido como la muerte térmica del universo). Esto todavía no ha sucedido, así que, o el universo tiene una edad finita, ha sufrido grandes cambios a lo largo de su historia, o bien existe un proceso desconocido (del cual no tenemos pruebas directas) que produce hidrógeno para mantenerlo funcionando.

### Solución de Mandelbrot
Benoit Mandelbrot propuso un modo distinto de resolver el problema de Olbers, que no depende de la teoría del Big Bang. Mandelbrot probó que la luminosidad puede ser finita y pueden existir zonas oscuras en el cielo si se asume que la distribución de galaxias tiene una estructura fractal, siempre que a gran escala la dimensión fractal sea inferior a 3. Según la propuesta de Mandelbrot, las estrellas en el universo no están uniformemente distribuidas, sino que tienen una distribución fractal y lagunar, del tipo que muestra un polvo de Cantor, esto explicaría las amplias áreas oscuras.
En este tipo de hipótesis se supone que el conjunto fractal formado por todas las estrellas puede ser estadísticamente isótropo y homogéneo. La hipótesis de Mandelbrot ha sido considerada por diversos estudios que han estudiado la distribución de las galaxias. Recientes estudios[¿cuál?] con satélites han corroborado que la radiación cósmica de fondo es isótropa hasta 1 parte en 10 000. Las estimaciones sugieren que el universo es más bien un objeto multifractal, cuya dimensión de Hausdorff-Besicovitch sería DH ~ 2,1±0,1 y cuya dimensión de correlación D2 ~ 1,3±0,1.

### Otras soluciones
Otra reflexión señala que la paradoja parte de una premisa falsa. Esta explicación señala en términos sencillos que una cosa es que el número de estrellas en el universo sea «indeterminado» y otra es que sea «infinito», postulando, en definitiva, que el número de estrellas es finito.
Y para concluir, el Universo contiene unos sumideros de energía que son los Agujeros Negros, donde la radiación que entra es capturada, no calienta (?) y queda atrapada.